# Kōken Katō
Kōken Katō (jap. 加藤 弘堅 Katō Kōken; ur. 3 kwietnia 1989) – japoński piłkarz występujący na pozycji pomocnika. Obecnie występuje w Giravanz Kitakyushu.

## Kariera klubowa
Od 2008 roku występował w klubach Kyoto Sanga FC, Kataller Toyama, Thespakusatsu Gunma i Giravanz Kitakyushu.